# ПП «Автомагістраль»
Приватне підприємство «Автомагістраль» — підприємство дорожньо-будівельної галузі, що виконує повний комплекс дорожніх будівельно–монтажних робіт, розпочинаючи з підготовчих земляних робіт і закінчуючи повним облаштуванням доріг.
Фінансово-виробнича потужність становить близько 250 млн гривень та більш ніж 200 тисяч тон продукції на рік.
Підприємство володіє асфальтно-бетонними заводами в Київській та Житомирській областях.
Засновником ПП «Автомагістраль» є Микола Скоростецький, який з 2005 по 2007 рік очолював Службу автомобільних доріг у Київській області.
За 2015—2017 «Автомагістраль» перемогла в тендерах на понад 1 мільярд гривень.